# ری بانکل
ری بانکل (انگلیسی: Ray Bunkell; ۱۸ سپتامبر ۱۹۴۹ – مارس ۲۰۰۰ (age 50)) بازیکن فوتبال اهل بریتانیا بود.
از باشگاه‌هایی که در آن بازی کرده‌است می‌توان به باشگاه فوتبال سوئیندون تاون، باشگاه فوتبال تاتنهام هاتسپر، و باشگاه فوتبال کولچستر یونایتد اشاره کرد.